# دارينة العليا (كاني سور)
دارینة العلیا (بالفارسية: دارینه علیا) هي قرية تقع في إيران في قسم کاني سور الريفي. يقدر عدد سكانها بـ 70 نسمة بحسب إحصاء 2016.